# Río Curaray
El río Curaray  es un largo río sudamericano de aguas blancas que discurre por Ecuador y el Perú, un afluente del río Napo. Tiene una longitud de 800 km, de los que unos 414 km discurren por el territorio amazónico peruano del departamento de Loreto.
El río Curaray  es un río que discurre por la zona oriental del Ecuador, por la provincia de Pastaza y es parte de la cuenca del río Amazonas. En su curso alto baña las localidades de Curaray y Cochaquingu. En la frontera con el Perú recibe por la izquierda su principal afluente, el río Cononaco, en la localidad homónima de Cononaco.
En las orillas del río viven varios pueblos indígenas, como los quechua y los huaoranis. El río también es el hábitat de cocodrilos, caimanes y pirañas.

## El caso Palm Beach
El río es conocido internacionalmente por el Caso Palm Beach. En 1956, una misión evangélica estadounidense construyó un campamento en un banco de arena que fue bautizado por ellos como "Palm Beach", en el río Curaray. Cinco misioneros fueron asesinados por miembros de la tribu huaorani durante la operación Auca, un intento de cristianizarlos. Luego los cuerpos de los misioneros fueron arrojados al río. Posteriormente, un equipo de rescate recuperó cuatro de los cuerpos y los enterró en una fosa común a la orilla del río. Se afirmó que el quinto, el de Ed McCully, fue descubierto río abajo por un grupo de nativos que tenían el reloj de pulsera de McCully. Sin embargo, su cuerpo nunca fue localizado ni identificado positivamente.
Tras el ataque, los huaorani despojaron al avión de su piel de tela. Luego, el avión fue abandonado y abandonado hacia el río. Desapareció y no fue descubierto hasta 1994. Alguien caminaba por el banco de arena y notó un trozo de metal desnudo que sobresalía de la arena. Más tarde se descubrió que era parte de la estructura metálica del avión Piper pilotado por Nate Saint. El río había enterrado casi por completo sus restos en la arena. La estructura del avión se exhibe ahora en la sede de la Mission Aviation Fellowship.
Hoy en día, la comunidad cristiana evangélica Huaorani utiliza a menudo el río Curaray como un sitio para bautizos.